# Andreas Saller
Andreas Martin Saller (* 3. September 1982 in Coburg) ist ein ehemaliger deutscher Basketballspieler. Der 2,05 Meter große Innenspieler spielte für GHP Bamberg in der Basketball-Bundesliga und war deutscher Juniorennationalspieler.

## Laufbahn
Saller wechselte in der Jugend von Coburg zum TSV Breitengüßbach, wo er 2000 den Sprung in die Zweitligaherrenmannschaft schaffte. Dort war er Spieler von Wolfgang Heyder. Im Jahr 2000 bestritt er Länderspiele für die deutsche U18-Nationalmannschaft und nahm an der Europameisterschaft sowie am Albert-Schweitzer-Turnier teil. Mit Breitengüßbach wurde Saller 2002 ebenfalls mit Heyder als Trainer deutscher U20-Jugendmeister.
Ab dem Spieljahr 2000/01 gehörte er zusätzlich zum Aufgebot des Bundesligavereins GHP Bamberg, gab im Januar 2001 seinen Einstand in der Basketball-Bundesliga, wurde aber weiterhin vornehmlich in Breitengüßbach eingesetzt, um Spielerfahrung zu sammeln. Später kamen im Bamberger Hemd auch Europapokaleinsätze hinzu. Saller kam bis 2004 auf 27 Bundesliga-Spiele für Bamberg.
Von 2005 bis 2009 spielte er für den 1. FC Baunach in der Regionalliga, später lief er noch für den BBC Coburg sowie die SpVgg Rattelsdorf auf.